# وانگ ژن
وانگ ژن (انگلیسی: Wang Zhen؛ زادهٔ ۲۴ اوت ۱۹۹۱) یک دونده پیاده‌روی سرعت اهل جمهوری خلق چین است. از افتخارات وی میتوان به کسب مدال برنز ۲۰ کیلومتر پیاده‌روی سرعت در بازی‌های المپیک تابستانی ۲۰۱۲ اشاره کرد.